# Thicker Than Water
Tjockare än vatten (en inglés: Thicker Than Water), es una serie de televisión sueca transmitida del 27 de enero del 2014 hasta el 31 de marzo del 2016 por medio de la cadena sueca SVT.
La serie fue creada por Henrik Jansson-Schweizer y contó con la participación de actores invitados como Meliz Karlge, Thomas Hedengran, Stefan Sauk, Fredrik Blom, Adam James, entre otros...
En el 2015 se anunció que la serie había sido renovada para una segunda temporada, la cual se estrenó el 17 de octubre de 2016.

## Historia
La serie se centró en la familia Waldemar: El hermano mayor, Lasse tiene un restaurante en Estocolmo y está luchando con el trabajo; el mediano Oskar, dirige la casa de huéspedes familiar "Waldemars" junto a su esposa Liv (quien es la exnovia de Lasse) y la hermana menor Jonna, que es actriz, quienes no han compartido mucho tiempo juntos.
Antes de quitarse la vida, su madre Anna-Lisa reúne a sus tres hijos en la casa familiar en Åland. Cuando se suicida, descubren que en su testamento dispuso que sus tres hijos deberían pasar al menos una temporada en la casa manejando el negocio antes de obtener la herencia. Después de idas y venidas, y para no perder la herencia, los tres hermanos se ponen a trabajar juntos, con no pocas discusiones y diferencias.
Muy pronto, secretos de hace 20 años y también recientes comienzan a salir a la luz, mientras los hermanos intentan superar sus diferencias, para cumplir el deseo de su madre de reunirlos, pero también para obtener la herencia.

## Personajes

### Personajes principales
| Actor             | Personaje          | Ocupación                       | Nº de episodios | Duración    |
| ----------------- | ------------------ | ------------------------------- | --------------- | ----------- |
| Björn Bengtsson   | Lasse Waldemar     | Dueño de un restaurante         | 20              | 2014 - 2016 |
| Joel Spira        | Oskar Waldemar     | Gerente de la Casa de Huéspedes | 20              | 2014 - 2016 |
| Aliette Opheim    | Jonna Waldemar     | Actriz                          | 20              | 2014 - 2016 |
| Jessica Grabowsky | Liv Waldemar       | -                               | 20              | 2014 - 2016 |
| Molly Nutley      | Kim Waldemar       | -                               | 20              | 2014 - 2016 |
| Stina Ekblad      | Anna-Lisa Waldemar | -                               | 16              | 2014 - 2016 |

### Personajes recurrentes
| Actor              | Personaje                      | Ocupación | Nº de episodios | Duración    |
| ------------------ | ------------------------------ | --------- | --------------- | ----------- |
| Tanja Lorentzon    | Petra Andersson                | -         | 19              | 2014 - 2016 |
| Saga Sarkola       | Cecilia Waldemar               | -         | 17              | 2014 - 2016 |
| Fredrik Hammar     | Mauritz Waldemar               | -         | 16              | 2014 - 2016 |
| Tobias Zilliacus   | Mikael Rosén                   | -         | 15              | 2014 - 2016 |
| Jonna Järnefelt    | Beatrice Norling               | -         | 13              | 2014 - 2016 |
| Donald Högberg     | Konrad Waldemar                | -         | 12              | 2014 - 2016 |
| Linda Zilliacus    | Laura Nord                     | -         | 10              | 2016        |
| Samuel Vauramo     | Wille Ek                       | -         | 10              | 2016        |
| Claudia Onn        | Jonna Waldemar (a los 6 años)  | -         | 8               | 2014 - 2016 |
| Arnas Fedaravicius | Andrus Ilves                   | -         | 7               | 2016        |
| Noah Hofvander     | Oskar Waldemar (a los 12 años) | -         | 6               | 2014 - 2016 |
| Frans Oscar Lundin | Lasse Waldemar (a los 14 años) | -         | 3               | 2016        |

### Antiguos personajes
| Actor            | Personaje        | Ocupación | Nº de episodios | Duración |
| ---------------- | ---------------- | --------- | --------------- | -------- |
| Henrik Norlén    | Bjarne           | -         | 10              | 2014     |
| Torkel Petersson | Manne            | -         | 10              | 2014     |
| Johanna Ringbom  | Mildred Pahkinen | -         | 10              | 2014     |
| Conrad Stenberg  | Fredrik Pahkinen | -         | 10              | 2014     |

## Episodios
La primera temporada de la serie estuvo conformada por 10 episodios.
La segunda temporada estrenada en el 2016 está conformada por 10 episodios.

## Premios y nominaciones
| Año  | Categoría  | Premio           | Nominado   | Resultado |
| ---- | ---------- | ---------------- | ---------- | --------- |
| 2014 | Best Actor | Kristallen Award | Joel Spira | Nominado  |

## Producción
Dirigida por Erik Leijonborg, Anders Engström, Lisa Eriksdotter, Anette Winblad y Molly Hartleb, cuenta con los escritores Henrik Jansson-Schweizer, Morgan Jensen, Niklas Rockström, Charlotte Lesche y Veronica Zacco.
Producida por Malte Forssell en coproducción con Per-Erik Svensson, cuenta con el apoyo de los productores ejecutivos Henrik Jansson-Schweizer, Patrick Nebout, Stefan Baron y Mikael Wallen. Así como los productores de línea Erich Hörtnagl y Gabija Siurbyte.
La serie cuenta con la compañía de producción "Nice Drama" en coproducción con "Filmpool Nord". Otra compañía que apoya la serie es "Swedish Lapland Film Commission". 
En el 2014 comenzó a ser distribuida por "Sveriges Television (SVT)" en la televisión de Suecia, por "Film1" en televisión y por "Lumière Home Entertainment" en DVD en los Países Bajos, por "Yleisradio (YLE) " en la televisión de Finlandia y finalmente en el 2015 por "Edel Media & Entertainment" en DVD en Alemania.
La serie es filmada en Ahvenanmaa, Finlandia.
La serie de Dinamarca: "Arvingerne" es la versión danesa de la serie.

### Emisión en otros países
| País         | Título                  | Cadena | Fecha de Inicio                                        | Fecha de Finalización |
| ------------ | ----------------------- | ------ | ------------------------------------------------------ | --------------------- |
| Alemania     | Blutsbande              | -      | 9 de abril de 2015                                     | -                     |
| Dinamarca    | Arvingerne i skærgården | -      | 30 de marzo de 2016                                    | -                     |
| Finlandia    | Vettä sakeampaa         | -      | 5 de febrero de 2014                                   | -                     |
| Francia      | L'héritage empoisonné   | -      | 9 de abril de 2015                                     | -                     |
| Hungría      | Mérgezett örökség       | -      | -                                                      | -                     |
| Países Bajos | -                       | -      | 9 de septiembre de 2014 30 de septiembre de 2014 (DVD) | -                     |
| Reino Unido  | -                       | More4  | 3 de marzo de 2016                                     | -                     |